# Gebang (Gabus)
Gebang is een bestuurslaag in het regentschap Pati van de provincie Midden-Java, Indonesië. Gebang telt 907 inwoners (volkstelling 2010).